# 杞哀公
杞哀公（前？年- 前461年），一说杞懿公，姒姓，名阏路，是杞国的第18任君主，杞湣公之弟，湣公十六年，阏路杀了君主自立，成为杞哀公，在位10年，湣公的儿子即位，即杞出公。